# Kim Kanonarm og rejsen mod verdensrekorden
Kim Kanonarm og Rejsen mod Verdensrekorden er en dansk dokumentarfilm fra 2020 instrueret af Mads Hedegaard.

## Handling
Med hjælp fra sine mildest talt farverige venner sætter Kim Kanonarm sig for at gøre, hvad ingen nogensinde før har gjort: At spille sit favorit arkade-spil Gyruss 100 timer i træk. På én mønt. Kim Kanonarm og Rejsen mod Verdensrekorden er en opfindsom, tankevækkende og underholdende dokumentarfilm om venskab og arkadespil, som man bliver glad i låget og varm om hjertet af.
Kim Kanonarm forsøger med hjælp fra sine venner fra The Shed Arcade at spille 100 timer i træk som den første i verden på en arkademaskine fra start-firserne.